# Мирјана Блашковић
Мирјана Блашковић (Панчево, 7. септембар 1934 — Београд, 15. фебруар 2004) била је српска филмска и телевизијска глумица.

## Филмографија
| Год.     | Назив                                                 | Улога                  |
| -------- | ----------------------------------------------------- | ---------------------- |
| 1960.-те |                                                       |                        |
| 1965.    | Човек није тица                                       |                        |
| 1966.    | Поподне једног пауна                                  |                        |
| 1967.    | Буђење пацова                                         | Курва                  |
| 1965.    | Заседа                                                | Миланка                |
| 1969.    | Убиство на свиреп и подмукао начин и из ниских побуда | цимерка Филипа Геца    |
| 1970.-те |                                                       |                        |
| 1970.    | Бурдуш                                                |                        |
| 1971.    | Романса коњокрадице                                   | Девојка                |
| 1973.    | Камионџије                                            | Гагићева жена, Циганка |
| 1976.    | Све што је било лепо                                  |                        |
| 1977.    | Специјално васпитање                                  | Перина мајка           |
| 1977.    | Мирис пољског цвећа                                   |                        |
| 1980.-те |                                                       |                        |
| 1983.    | Још овај пут                                          |                        |
| 1983.    | Задах тела                                            |                        |
| 1983.    | Маховина на асфалту                                   | Аникина мајка          |
| 1983.    | Иди ми, дођи ми                                       | конобарица             |
| 1983.    | Шећерна водица                                        |                        |
| 1984.    | Јагуаров скок                                         | Богијева љубавница     |
| 1984.    | Бањица                                                |                        |
| 1985.    | Узми па ће ти се дати                                 |                        |
| 1985.    | Тајванска канаста                                     |                        |
| 1985.    | Шмекер                                                | Рајка                  |
| 1987.    | Вук Караџић (ТВ серија)                               |                        |
| 1989.    | Полтрон                                               | Пешак на раскрсници    |